# Reprezentacja Zanzibaru w piłce nożnej mężczyzn
Piłkarska reprezentacja Zanzibaru w piłce nożnej – zespół, reprezentujący Zanzibar, który jest autonomiczną częścią Tanzanii i dlatego
nie może należeć do FIFA mimo tego, że nie należy do Tanzańskiego Związku Piłki Nożnej (jego kandydatura została odrzucona w 2005 roku). Należy do NF-Board, a od 2004 roku jest stowarzyszony z CAF. Stadion reprezentacji nazywa się "Amaan Stadium" (15 tys. miejsc). Według danych z 8 grudnia 2012 roku reprezentacja ta rozegrała 177 nieoficjalnych meczów z czego wygrała 42, zremisowała 24 i przegrała 111. Jedna z najlepszych drużyn niezrzeszonych z FIFA.
Regularnie gra w Pucharze CECAFA, gdzie w 1995 roku zdobył tytuł, zwyciężając w finale z Ugandą 1:0.
Obecnie trenerem kadry Zanzibaru jest Hemed Suleiman.

## Udział wMistrzostwach Świata
- 1930 – 1962 – Nie brał udziału (był kolonią brytyjską)
- 1966 – 2014 – Nie brał udziału (nie był członkiem FIFA)

## Udział wPucharze Narodów Afryki
- 1957 – 1959 – Nie brał udziału (był kolonią brytyjską)
- 1962 – Nie zakwalifikował się
- 1963 – 2004 – Nie brał udziału (nie był członkiem CAF)
- 2006 – 2015 – Nie brał udziału

## Osiągnięcia
Puchar CECAFA
- 1995 - 1. miejsce
- 6 razy - półfinał

ELF Cup
- 2006 - 4. miejsce

FIFI Wild Cup
- 2006 - 2. miejsce

VIVA World Cup
- 2012 - 3. miejsce